# Olga Krasilová
Olga Krasilová (* 18. März 1925; † nach 1984) war eine tschechoslowakische Skilangläuferin.
Krasilová, die für den Sparta Prag startete, lief bei den Nordischen Skiweltmeisterschaften 1954 in Falun auf den 32. Platz über 10 km und zusammen mit Marie Bartáková und Eva Vašicová auf den fünften Rang mit der Staffel. Zwei Jahre später belegte sie in Cortina d’Ampezzo bei ihrer einzigen Teilnahme an Olympischen Winterspielen den 25. Platz über 10 km. Im Jahr 1957 holte sie bei den tschechoslowakischen Meisterschaften über 10 km ihren einzigen nationalen Meistertitel im Einzel. Ihr letztes Rennen bestritt sie 1984.